# León Febres Cordero Ribadeneyra
Leon Febres Cordero Ribadeneyra (ur. 9 marca 1931 w Guayaquil, zm. 15 grudnia 2008 tamże) – ekwadorski inżynier i polityk, prezydent w latach 1984–1988.
Z wykształcenia był inżynierem budowy maszyn, studiował w USA. Pracował w przemyśle w Ekwadorze, był m.in. dyrektorem Izby Przemysłowej w Guayaquil i prezesem Federacji Izb Przemysłowych Ekwadoru (od 1973). W latach 1975–1976 pełnił funkcję przewodniczącego Latynoamerykańskiego Stowarzyszenia Przemysłowców. Prowadził jednocześnie działalność polityczną; zasiadał w Zgromadzeniu Konstytucyjnym (1966–1967), był senatorem (1968–1970), deputowanym do Izby Ludowej (1979–1984). Od 1979 członek Partii Chrześcijańsko-Społecznej.
6 maja 1984 odniósł zwycięstwo w powszechnych wyborach prezydenckich; zaprzysiężony na 4-letnią kadencję 10 sierpnia 1984 jako następca Osvaldo Hurtado Larrea. W czasie pełnienia przez niego funkcji prezydenta nastąpiło pogorszenie sytuacji gospodarczej, a w 1986 doszło do próby przejęcia władzy przez wojsko; sam prezydent został porwany 16 stycznia 1987 i był przetrzymywany przez kilkanaście godzin jako zakładnik grupy oficerów w zamian za zwolnienie przywódcy buntu z 1986. Utrzymał się jednak do końca kadencji w sierpniu 1988, a jego następcą został socjaldemokrata Rodrigo Borja Cevallos.